# Johannes Holzmann
Johannes Holzmann, ps. Senna Hoy (ur. 30 października 1882 w Tucholi, zm. 28 kwietnia 1914) – niemiecki pisarz, aktywista anarchistyczny oraz działacz na rzecz praw osób homoseksualnych. Na ogół posługiwał się pseudonimem Senna Hoy.

## Życiorys

### Wczesne lata w Niemczech
Johannes Holzmann pochodził z mieszczańskiej rodziny żydowskiej. Przeprowadził się do Berlina, gdzie został nauczycielem religii. Jak wielu intelektualistów na przełomie wieków, czuł się uciskany przez restrykcyjną moralność panującego wówczas społeczeństwa niemieckiego. Rzucił nauczanie w 1902 i w 1903 założył Ligę Praw Człowieka (niem. Bund für Menschenrecht).
Postanowił całkowicie poświęcić się pisarstwu i aktywizmowi politycznemu z anarchistycznego punktu widzenia. W 1904 wydał broszurę Das dritte Geschlecht (pol. Trzecia płeć). Zaatakował w niej homofobię, w większości uznając za jej istnienie religię. Przede wszystkim tekst ten miał mieć charakter edukacyjny i obejmować ewolucję, biologię oraz kwestie dotyczące ówczesnego środowiska osób homoseksualnych. W latach 1904–1905 redagował czasopismo „Der Kampf: Zeitschrift für gesunden Menschenverstand” (pol. „Walka: Dziennik dla zdrowego rozsądku”). Choć nie było ono publikowane przez żadną konkretną organizację, pismo to prezentowało poglądy anarchistyczne. Oprócz fikcyjnych opowieści, „Der Kampf” publikował artykuły na różne tematy, w tym wiele o homoseksualizmie. Wśród jego twórców znaleźli się Else Lasker-Schüler, Peter Hille i Erich Mühsam, a w najlepszym momencie jego nakład sięgał dziesięciu tysięcy egzemplarzy. W tym czasie Holzmann napisał artykuł zatytułowany Die Homosexualität als Kulturbewegung (pol. Homoseksualizm jako ruch kulturowy). Argumentował, że prawo do prywatności wiąże się z tym, że „nikt nie ma prawa ingerować w prywatne sprawy innych, wtrącać się w cudze osobiste poglądy i orientacje, i że ostatecznie to nie jest niczyja sprawa, co dwoje swobodnie wyrażających zgodę dorosłych robi w swoich domach”. Zaatakował 175 paragraf niemieckiego kodeksu karnego, który penalizował akty homoseksualne.
Według Johannesa Holzmanna walka z zakazem aktów homoseksualnych była częścią większej walki o emancypację. Nie zgodził się z głównym nurtem ruchu socjalistycznego, a mianowicie z Socjaldemokratyczną Partią Niemiec (SPD), która uważała uchylenie paragrafu 175 za kwestię drugorzędną. Sprzeciwił się on również taktyce SPD polegającej na siłowym wypieraniu gejów na przykładzie potentata przemysłu stalowego Friedricha Alfreda Kruppa, aby doprowadzić do uchylenia paragrafu 175. Nazwał tę taktykę „nieprzyzwoitą bronią”, mówiąc, że każdy kto ją praktykuje „jest skłonny usunąć ziemię pod własnymi stopami poprzez praktykowanie tej samej niesprawiedliwości, której się sprzeciwia”. Nie zgadzał się również z wieloma innymi niemieckimi działaczami na rzecz praw gejów, takimi jak Adolf Brand, którzy nie postrzegali swojej walki jako części szerszego ruchu. Poglądy Holzmanna nie były również całkowicie niekontrowersyjne w niemieckim ruchu anarchistycznym. Max Nettlau i Gustav Landauer, obaj znani anarchiści, krytykowali politykę seksualną zawartą w Der Kampf.
W czasie pobytu w Berlinie poznał wielu znanych pisarzy i członów bohemy. Bardzo blisko przyjaźnił się z Else Lasker-Schüler, słynną poetkę ekspresjonistyczną. To ona nadała mu pseudonim Senna Hoy, co było odwróceniem jego imienia, ale miała też kilka innych pseudonimów dla niego. Erich Mühsam również darzył dużym szacunkiem Holzmanna, choć czasami krytykował go za „nieco fantazyjną i ryzykowną postawę”. Austriacki anarchista Pierre Ramus nazwał go „najbardziej niestrudzonym czeskim proletariuszem niemieckojęzycznego ruchu anarchistycznego”. Prace Holzmanna były wielokrotnie przedmiotem cenzury władz pruskich. Z dwudziestu pięciu numerów Der Kampf, jedenaście zostało zakazanych. W 1905 Holzmann uciekł z Prus i przeniósł się do Zurychu w Szwajcarii. Źródła nie zgadzają się co do tego, co skłoniło go do ucieczki. Według Waltera Fähndersa, znawcy literatury niemieckiej, było to spowodowane tym, że napisał on krótki tekst, który mógł być zobrazowaniem spotkania homoseksualistów. Miał być opublikowany w Der Kampf. Został jednak zakazany i skonfiskowany z powodu uznania go za obsceniczny. Jednocześnie i z tego samego powodu rząd skonfiskował nagie rysunki artysty Fidusa i zakazał wiersza Die Freundschaft (pol. Przyjaźń) Friedricha Schillera, jednego z najbardziej znanych poetów w historii Niemiec. Holzmann został skazany albo na zapłacenie grzywny, albo na spędzenie sześciu dni w więzieniu. Zamiast tego postanowił uciec z Prus i przenieść się do Szwajcarii. Według Stefana Otto, dziennikarza, był jednak obserwowany przez policję. Poirytowany tym stanem rzeczy, napisał list do szefa berlińskiej policji, grożąc, że uderzy w twarz następną osobę, którą przyłapie na szpiegowaniu go. Za to został skazany na kolejne cztery miesiące więzienia, ale zdecydował się uciec, a nie odbywać karę, jak twierdzi Otto.

### Zurych
Będąc w Zurychu, pracował dla gazety „Der Weckruf”(pol. „Odgłos pobudki”). Został ponownie aresztowany i deportowany. Przekradł się z powrotem do Szwajcarii. Próbował pozostać w ukryciu, pozorując swoją własną śmierć. Napisał nawet swój nekrolog, w którym twierdził, że zginął w trakcie ucieczki więźniów. Po ujawnieniu prawdy, spotkał się z negatywnymi reakcjami, nawet w środowisku anarchistycznym. Dlatego postanowił opuścić Zurych. Po kilku miesiącach spędzonych w Paryżu przeniósł się do Rosji.

### Rosja i śmierć
Relacjonował rewolucję w 1905 r. w Der Kampf, ponieważ uważał, że przyszłość Europy zależy od wyniku rewolucyjnych wydarzeń w tym kraju. Wstąpił do federacji anarchistycznej w Polsce, wówczas będącej częścią Imperium Rosyjskiego. Pomagał tej organizacji przez kilka tygodni, okradając bogatych kupców, aby sfinansować działalność grupy. W czerwcu 1907 został złapany i skazany na piętnaście lat ciężkiej pracy. Po powrocie do Niemiec prawnicy i przyjaciele Holzmanna rozpoczęli kampanię na rzecz zagwarantowania mu wolności, wśród nich była m.in. Else Lasker-Schüler. Zbierała pieniądze, żeby mogła pojechać do Rosji i go odwiedzić, co udało jej się w 1913. Pozwolono jej się z nim spotkać w zakładzie dla obłąkanych pod Moskwą. Walcząc od lat o jego uwolnienie, jego zwolennikom udało się w końcu przekonać władze rosyjskie, by go wypuściły. Władze niemieckie odmówiły jednak wpuszczenia go z powrotem do kraju, więc został zmuszony do pozostania w rosyjskim więzieniu. Tymczasem zdrowie Holzmanna pogorszyło się. Cierpiał na niedożywienie i tyfus, zmarł 28 kwietnia 1914.
Po jego śmierci, Karl Liebknecht, socjalistyczny przywódca i członek Reichstagu, wszczął w parlamencie dochodzenie, dlaczego Holzmannowi nie zezwolono na powrót do Niemiec. Franz Pfemfert zadedykował Holzmannowi numer socjalistycznego dziennika „Die Aktion”. Lasker-Schüler napisała wiersz o swojej wizycie, zatytułowany Der Malik. Ciało Holzmanna zostało przewiezione z powrotem do Berlina i pochowane na cmentarzu żydowskim w Weißensee.